# 一向俊聖
一向 俊聖（いっこう しゅんしょう）は、鎌倉時代の僧侶。伝記に謎が多く、実在が疑問視されていたが、考古遺物により、存在が証明された。

## 略歴
伝承によれば、筑後国西好田（福岡県久留米市か）の鎮西御家人草野氏の草野永泰の第二子に生まれる。永泰の兄草野永平は浄土宗鎮西派の聖光上人（弁長）に帰依し、建久3年（1192年）に久留米善導寺を建立した大檀越で、草野氏は法然の浄土教の影響を色濃く受けていた。俊聖は寛元3年（1245年）に播磨国の書写山にある圓教寺に入寺して天台教学を修めることとなり、建長5年（1253年）に剃髪受戒して名を俊聖とした。
だが、翌年夏には書写山を下り、奈良の興福寺などで修行したが悟りを得られず、鎌倉の蓮華寺（光明寺）の然阿良忠の門弟となる。その後、文永10年（1273年）から各地を遊行回国し、踊り念仏（踊躍念佛）、天道念仏（もとは天童念佛と書いた。一説では京都で勤まる天道大日如来盆は、この天道念仏が起源という）を修し、道場を設けた。近江国番場宿の蓮華寺にて立ち往生して最期を迎えたという。
主な門下に行蓮、礼智阿尊覚らがいる。弟子は列島各地に散在していた。
一向の詳しい伝記は『一向上人伝』という絵巻によるほかない。ただし番場蓮華寺を正統とする立場から、一向が活躍した時代よりずっと後の近世に書かれたと考えられる。したがって、同じ一向の系統を引く寺院の多い出羽国方面に伝わる伝承とはかなり異なる。浄土宗鎮西派ではなく浄土宗西山派の僧であったとする『法水分流記』もある。そしていずれの伝承も、内容が説話化していて信憑性に欠けるところがあった。
しかし近年山形県天童市の高野坊遺跡より、応長元年（1311年）に「一向義空菩薩」二十七回忌をおこなったことを墨書した礫石経が多数出土し、一向の私称菩薩号が義空（儀空）であるという伝承に一致することから、一向の実在が立証された（ただし没年がずれることになる。弘安8年（1285年）か）。これは中世宗教史上、特筆すべきである。なお同時代に近い史料としては「一向上人臨終絵」（南北朝期、京都市個人蔵）がある。

## 一向の時衆（一向宗）
東北、関東、尾張、近江に一向の法流と伝える寺院が分布し、教団を形成していた。なお、かつて大橋俊雄らにより、鎌倉時代末期に書かれた『天狗草紙』にみえる「一向衆」を一向俊聖教団とする説が流布されたが、画および画中詞の分析などにより一遍のことを指していることが明らかとなっている。
上記の通り、一遍と一向とは全く別箇に教団を開いたものであるが、時衆とは元来“不断に別時念仏をおこなう衆”を意味する一般名詞であり、一向は、同時期の一遍房智真と同様に、遊行や踊り念仏を行儀とする念仏勧進聖であることから、時衆とみなされたようである。やがて一向のほか国阿や空也までも時衆（時宗）として認知されるに至っている。蓮如は延徳2年（1490年）の『帖外御文』において「夫一向宗と云、時衆方之名なり、一遍・一向是也。其源とは江州ばんばの道場是則一向宗なり」と明記し、この時点で既に一向の教団が一遍時衆と同一視されていた上に「一向宗」とよばれていたことがわかる（ただし一向の教団を一向宗とよんだ唯一の史料）。
近世には、江戸幕府の命により、清浄光寺を総本山とする時宗の管轄下におかれた。『時宗要略譜』によると時宗十二派のうち、一向派、天童派が一向の法脈を受け継ぐものとされている。当然のように両派は再三に亘る独立運動を起こすも実らなかった。
明治時代になって、中期に一向派から独立転宗を唱える者が出現し、一向派は浄土宗宗務院に「所轄帰入願」を、時宗教務院に「時宗一向派独立認可願」を提出した。しかし一向派の独立・転宗を認めてしまうと、明治以降衰退著しく、時宗寺院が少ない上に、さらに減少することになるので、時宗当局は、これを認めようとしなかった。この独立転宗運動で奔走した一人が斎藤茂吉が師と仰いだ佐原窿応（山形県上山市宝泉寺→番場蓮華寺）である。大半の寺院が時宗を離れ、浄土宗に帰属したのは昭和18年（1943年）である。
また、一向宗を参照。

## ゆかりの寺院
- 番場蓮華寺（滋賀県米原市番場）。墓所と荼毘地が遺る。師である良忠の蓮華寺（現光明寺）から寺号を取ったという。旧時宗大本山、現浄土宗本山。
- 天童佛向寺（山形県天童市小路）。墓所があり、一向開山と伝えるが、実際には行蓮によると考えられる。旧時宗中本山、現浄土宗。かつての寺地と伝えるのが高野坊遺跡近辺である。現在でも踊躍念仏を伝える。
- 宇都宮一向寺（栃木県宇都宮市西原）。一向による開山。やはり実際には行蓮によると考えられる。現時宗。
- 山ノ内光照寺（神奈川県鎌倉市山ノ内）。鎌倉にいた一向が開いたという。木造立像あり。のちに遊行派に転ずる。現時宗。
- 照国寺（南会津郡南会津町）。建治3年（1277年）、一向上人の開山。河原田氏の菩提寺でもある。現時宗。